# Notre-Dame de Paris (film, 1911)
Pour plus de détails, voir Fiche technique et Distribution.
Pour les articles homonymes, voir Notre-Dame de Paris.
Notre-Dame de Paris est un film muet français réalisé par Albert Capellani, sorti en 1911.

## Synopsis
Esmeralda, la gitane, est le chouchou des gens autour de la cathédrale Notre-Dame. Au total, trois hommes s'intéressent à elle: Phöbus, le commandant de la garde de la ville, Quasimodo le sonneur de cloche de Notre-Dame et Claudius Frollo, l'archidiacre de la cathédrale. Ce dernier, cependant, est confus par l'affection pour Esmeralda et ne peut pas résoudre le conflit en raison de son devoir d'être célibataire. Par jalousie, il poignarde un couteau dans le dos de Phöbus lorsqu'il le rencontre attachée avec Esmeralda dans une auberge. Au lieu de Frollo, Esmeralda est accusé de ce crime. La peine doit être exécutée sur le parvis de la cathédrale. Quasimodo peut mettre la gitane du clocher en sécurité à court terme, mais Frollo viole l'asile et fait exécuter Esmeralda. Quasimodo dépose alors avec colère Frollo des hauteurs de l'église. L'exécution elle-même ne peut plus être empêchée.

## Fiche technique
- Titre : Notre-Dame de Paris
- Réalisation : Albert Capellani
- Scénario : Michel Carré, d'après le roman de Victor Hugo
- Photographie : Pierre Trimbach
- Production : Série d'Art Pathé Frères
- Genre : Film dramatique
- Durée : 36 minutes
- Date de sortie : 10 novembre 1911

## Distribution
- Henry Krauss : Quasimodo, le sonneur de Notre-Dame de Paris
- Stacia Napierkowska : Esméralda
- René Alexandre : Phœbus de Châteaupers
- Claude Garry : Claude Frollo, l'archidiacre de la cathédrale
- Jean Angelo
- Paul Capellani
- Jean Dax
- Auguste Mévisto